# Organização da Juventude Moçambicana
L'Organização da Juventude Moçambicana (OJM), l'organització jovenil més antiga i més gran de Moçambic, és l'ala juvenil del partit FRELIMO. Va ser creada el 29 de novembre de 1977 i avui compta amb més de 2,5 milions de membres. La visió de l'organització és promoure el patriotisme, l'educació i la mobilització dels joves i fer-los participar en els reptes del desenvolupament a Moçambic.
L'OJM ha estat liderat pel polític Mety Gondola des del Primer Congrés del l'Organització en novembre de 2015 en substitució de Pedro Cossa, qui havia estat acusat de corrupció i abús de poder.
El seu objectiu està consagrat en la Constitució de la República: la promoció de l'educació patriòtica dels joves, la seva mobilització per als objectius polítics i ideològics del Partit Frelimo. L'organització existeix per promoure i defensar les aspiracions i interessos dels seus membres i els joves en general, i per assegurar la seva representació en fòrums nacionals i internacionals.

## Estructura nacional
Com s'estableix en la seva Constitució l'Organização da Juventude Moçambicana està dirigits per un Secretariat Nacional del Comitè Central (CEC) i un Consell Nacional de Jurisdicció (CJN).

### Secretaria del Comitè Central
- Secretari general (President) - Mety Gondola[5]
- Organització i Capacitació - José Fole
- La mobilització i la propaganda - Licinio Mauaie
- Administració i Finances - Anchia Talapa
- Cooperació i Projectes Internacionals - Milton Valente
- Moviment d'Estudiants i Voluntaris - Mariana Cupana